# 丸山隆平
丸山隆平（日语：／ Maruyama Ryūhei，1983年11月26日—），於京都府京都市右京區出身，是日本傑尼斯事務所旗下偶像團體「關西傑尼斯8」成員之一，團體以樂團形式演出時負責演奏貝斯，關8中的代表色：橘色，血型A型，身高：175cm。

## 個人簡介
- 為家裡的長男，有一個弟弟、一個妹妹
- 雙親皆曾為健美教練(曾說過因為雙親體格健壯，所以不曾有過叛逆期)，後來父親成為太鼓職人
- 與同為關8成員的安田章大、澁谷昴、大倉忠義組成「すばるBAND」
- 與同為關8成員的安田章大組成名為「山田」的相聲組合
- 成在節目中與安田章大、大倉忠義組成「關ジミ3」，後來被澁谷昴更名為「大山田」
- 尊敬的事務所前輩：二宮和也(嵐)、草彅剛（SMAP）
- 演唱會上的口頭禪是「PANG！！」，發明多種口頭禪在演唱會與節目中使用，增加與歌迷間的互動，如:「PA---SUNG！！」與「TEKISA---SU」等，其中最常使用的仍為「PANG！！」；除此之外，亦發明許多搞笑一發技
- 有懼高症(2009年1月31日所撥出的Can!ジャニ節目『尋找最令人想驚聲尖叫的遊樂設施』一集，與横山裕一同出外景時曾嘗試高空彈跳)
- 中學時代參與田徑社，擅長馬拉松，在Johnny's Jr.時期有過夏威夷路跑第一名的紀錄(21.0975KM、1小時28分57秒)，但是不擅長各種球類運動
- 雖然有駕照，卻不擅長開車
- 崇拜日本怪談演說者稲川淳二
- 喜歡的音樂人有東京事變和菅止戈男。
- 入社時間：1997年9月6日，原本與澁谷昴同為1996年9月22日一起通過甄選，但似乎因為書面資料遺失，於是隔年又再度參加甄選而正式進入事務所。
- 入社契機：父母親寄履歷到事務所

## 参與團體
- KYOTO大原村
- B.I.G. West
  - 團員：錦戶亮、安田章大、丸山隆平
- J2000
- V.WEST
- ヤンジャニ
- 関ジャニ∞
- 年男ユニット

## 參與演出
※僅列出個人活動部分，團體共同參與的演出請參照關8相關欄目。

### 綜藝
- 週刊V.WEST（關西電視台、BS富士）2001年4月～2002年9月結束播放
- 痛快！EVERYDAY（關西電視台）2007年4月～2008年6月結束播放
- ありえへん∞世界（東京電視台）2008年4月15日～
- 愛の修羅バラ!（關西電視台、中京電視台）2009年4月5日～2010年12月26日結束播放
- サタデープラス（MBS）2015年4月4日～

### 電視劇
- 七人のサムライ J家の反乱／城之内隆平　1999年4月9日～2000年9月30日（朝日放送系列）
- 盜國物語／森蘭丸 2005年1月2日（東京電視台系列）
- 名探偵キャサリンVS十津川警部 京右禅の謎～華の密室殺人事件／土田四郎 2006年8月7日（TBS）
- 自行車少年記／草太 2006年11月23日（愛知電視台）
- 関ジャニ∞青春drama serise「Double」（複体）／丸山 2006年12月28日（關西電視台）
- 輪違屋糸里～女たちの新撰組／沖田總司  2007年9月9日、10日（TBS系）
- 音樂孩子王／斉藤守  2009年1月16日－3月13日（朝日放送系列）
- 0号室の客 第2話／五十嵐修　2009年11月20日－12月4日（富士電視台）
- 飛特族、買個家。／豊川哲平　2010年10月19日－12月21日（富士電視台）
- 24小時電視 「愛心救地球」 特備電視劇『只要活著就好』／岡島健太郎　2011年8月20日（日本電視台）
- 草莓之夜／湯田康平　2012年1月10日－3月20日（富士電視台）
- 4夜連続ドラマ『O-PARTS 〜オーパーツ〜』／柿沢雄一（主演）　2012年2月27日－3月1日（富士電視台）
- 工作大未來—從13歲開始迎向世界 最終話／渡辺大紀 2012年3月9日（朝日電視台）
- 敏行快跑／田西敏行（主演） 2012年7月6日－9月7日（朝日電視台）
- 不准哭，小原／田中君 2013年1月19日－3月23日（日本電視台）
- 世界奇妙物語 2013春季特別篇「石油が出た」／植田泰史  2013年5月11日（富士電視台）
- 靈異教師神眉／鵺野鳴介（神眉） 2014年10月11日－12月13日（日本電視台）
- 誘拐法庭~7DAYS~／宇津井秀樹 2018年10月7日（朝日電視台）
- よつば銀行 原島浩美がモノ申す!〜この女に賭けろ〜／加東亜希彦 2019年1月21日（東京電視台系列）
- 認識的妻子 最終話／大阪男子 2021年3月18日（富士電視台）
- 打扮的戀愛是有理由的／寺井陽人 2021年4月20日－6月22日（TBS）
- FOGDOG／猿渡響（主演） 2025年7月22日－（讀賣電視台）

### 電影
- ワイルド7／パイロウ（華納兄弟電影公司，羽住英一郎導演）　2011年12月21日(日本上映)
- 關八戰隊／主演‧丸ノ内正悟(Orange)（東寶，堤幸彥導演） 2012年7月28日上映
- 殺人草莓夜／湯田康平（東寶，佐藤祐市導演） 2013年1月26日（日本上映）
- 円卓／ジビキ先生（東寶，行定勲導演）　2014年6月（日本上映）
- 泥棒役者／大貫はじめ（西田征史導演）　2017年11月18日（日本上映）

### 動畫電影
- AS ONE／ルロワ（GAGA，靜野孔文導演）　2025年8月22日（日本上映）[1]

### 廣播
- 聞くジャニ∞（MBS RADIO）（2004年10月2日~2009年4月4日結束播放）※不定期出演
- 村上信五の週刊関ジャニ通信（ABC RADIO）（2004年10月~）※不定期出演
- 関ジャニ∞　村上信五と丸山隆平のレコメン！（文化放送）（2013年4月4日 -2016年3月24日)固定主持人

### CM
- 焙りコーン（HOUSE食品）（2002年） 當時的V.WEST成員共同出演
- モンスターハンターポータブル3rd（CAPCOM）（2011年）與横山裕,村上信五,澀谷昴四人共同出演
- ICE BOX「熱くなった後に篇」（森永製菓）（2013年4月29日 - ）與安田章大,錦戸亮三人共同出演

### 舞台劇
- 1998年4月18日～7月12日「KYO TO KYO」春公演
- 1998年7月18日～8月31日「KYO TO KYO」サマーフェスティバル
- 1998年9月6日～11月29日「KYO TO KYO」秋公演
- 2011年1月16日～2月23日「ギルバート・グレイプ」(原著:What's Eating Gilbert Grape（页面存档备份，存于）)
- 2012年4月27日～5月29日「BOB（ボブ）」
- 2016年6月26日～7月25日「馬克白（マクベス）」- 主演（東京地球座）

### 演唱會
- 1998年12月27日～ 1999年 1月 6日Johnny's Jr.「Johnny's Winter Concert」橫濱・大阪
- 1999年 5月 2日～ 6月20日Johnny's Jr.「Fresh Spring Concert '99」橫濱・大阪
- 1999年 8月13日～15日関西Johnny's Jr.「FIRST LIVE」Zeep大阪
- 1999年10月 9日Johnny's Jr.「特急投球コンサート」（東京巨蛋）
- 1999年12月20日～ 25日関西Johnny's Jr.「X'mas present」（大阪松竹座）
- 2006年12月18日～ 20日「関ジャニ∞-丸山隆平 Solo　Concert　2006冬」

## 影音作品
※團體共同參與的作品請參照關8相關欄目。

### DVD
- 2005年5月27日　国盗り物語(ビクターエンタテインメント)
- 2007年6月22日　自転車少年記(東宝)
- 2009年7月24日　歌のおにいさん(メディアファクトリー)
- 2010年3月10日　0号室の客 DVD-BOX1(TCエンタテインメント)
- 2011年3月16日　フリーター、家を買う。(ポニーキャニオン)
- 2011年10月26日　24 HOUR TELEVISION スペシャルドラマ2011「生きてるだけで なんくるないさ」(バップ)
- 2012年5月23日　ワイルド7(ワーナー・ホーム・ビデオ)
- 2012年6月29日　ストロベリーナイト シーズン1(ポニーキャニオン)
- 2012年7月25日　13歳のハローワーク(メディアファクトリー)
- 2012年9月19日　O-PARTS ~オーパーツ~(ポニーキャニオン)
- 2012年12月19日　ボーイズ・オン・ザ・ラン(ポニーキャニオン)
- 2013年1月25日　エイトレンジャー(東宝)
- 2013年7月24日　泣くな、はらちゃん(バップ)

## 外部連結
- INFINITY RECORDS（页面存档备份，存于）
- Johnnys官網（页面存档备份，存于）

1. ↑  . Comic Natalie. 2025-06-25  [2025-06-25] （日语）.